# 雜色耀鯰
雜色耀鯰，為輻鰭魚綱鯰形目塘虱魚科的其中一種，其种加词“variabilis”意为“各色的”、“变化的”。分布於非洲剛果河中游流域，棲息在河床岩石底部，體長可達15.8公分。

## 外部連結
雜色耀鯰的圖片 （页面存档备份，存于）